# Oxytropis subpodoloba
Oxytropis subpodoloba är en ärtväxtart som beskrevs av Pei Chun Qiong Li. Oxytropis subpodoloba ingår i släktet klovedlar, och familjen ärtväxter. Inga underarter finns listade i Catalogue of Life.